# Riforma del teatro

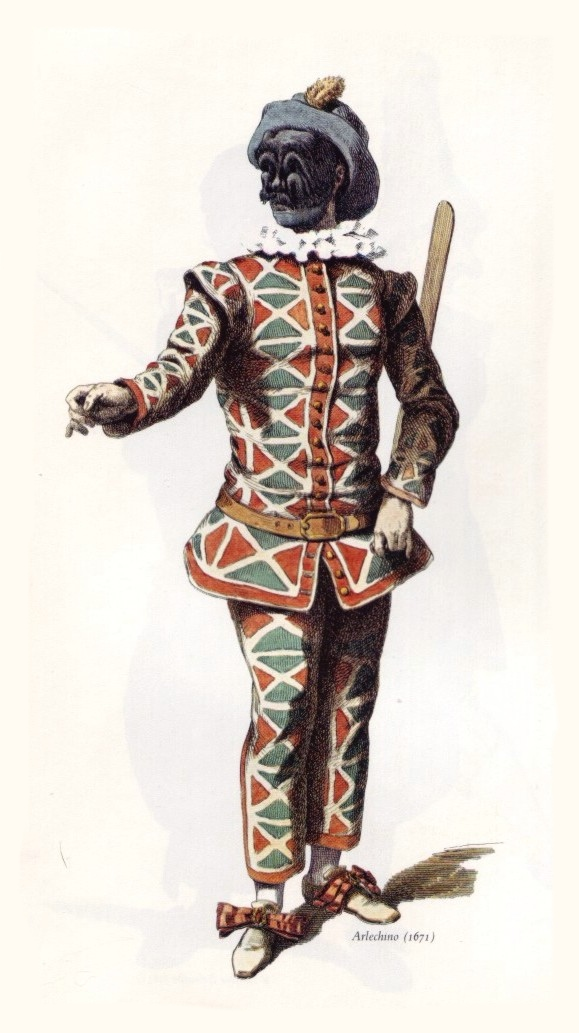
Arlecchino

Intorno alla metà del XV secolo si sviluppò in Italia un nuovo tipo di spettacolo teatrale, la cosiddetta commedia dell'arte, che costituì una forma di riforma del teatro.
Destinata ad ottenere un successo strepitoso e a dilagare nel secolo successivo in tutta Europa, finirà poi per esaurirsi verso la fine del XVII secolo.

Una compagnia di comici era formata da sei o sette elementi: tranne gli innamorati e pochi altri personaggi, tutti gli altri indossavano vistose maschere che li rendevano immediatamente riconoscibili agli occhi del pubblico.
Nella commedia dell'arte esistevano le maschere, perché i personaggi avevano dei caratteri fissi: Pantalone era il vecchio brontolone e avaro; Arlecchino o il servo sciocco o astuto come Brighella.
 
La commedia dell'arte piaceva molto. Le compagnie italiane, molto brave, venivano chiamate a recitare anche all'estero, alle corti d'Europa; sebbene antiletteraria, la Commedia dell'Arte influenzò drammaturghi come Shakespeare e Molière e poi lo stesso Goldoni, che con la sua riforma del teatro eliminò il cattivo gusto della commedia dell'arte, abolì gradualmente l'uso delle maschere e sostituì il canovaccio con un copione.
Ma la ragione della riforma si posava sull'impianto stesso della commedia dell'arte e sulla visione del reale che proponeva.

Il bisogno di una riforma nasce già nello spirito del razionalismo arcadico che aspirava alla semplicità, all'ordine razionale, al buon gusto. Già in ambito arcadico erano nati tentativi di riforma da parte di alcuni autori toscani (Giovan Battista Fagiuoli, Iacopo Angelo Nelli, Girolamo Gigli) ma i loro tentativi erano solo letterari e confinati nel chiuso delle Accademie. Goldoni però non era un letterato, ma un uomo di teatro che lavorava a diretto contatto con il pubblico, di cui conosceva i gusti e le preferenze.
Goldoni obbligò gli attori a riferirsi a un testo scritto, rinunciò alle facili buffonerie, eliminò gradualmente le maschere, conferendo loro un'individualità sempre più marcata, trasformando la Commedia dell'Arte in "commedia di carattere" e inserì l'azione nel concreto tessuto sociale della classe borghese mercantile, mentre il tradizionalista Carlo Gozzi ricorse ad argomenti fiabeschi ed esotici con note patetiche e satirici riferimenti a personaggi e costumi contemporanei.
La risposta negativa da parte di attori e pubblico fu ovvia: gli attori si vedevano tolte le loro abitudini e il pubblico assisteva non più a commedie dove si rideva di gusto, bensì dove si "sorrideva" per la sottigliezza di alcune battute.
Inoltre la fama degli attori era minore, la bravura stava nello scrittore dell'opera, molto meno nell'esposizione del personaggio.
Altra novità di Goldoni è la sua esigenza moralizzatrice: la commedia deve insegnare il buon senso borghese, senza moralismi, anzi con grande fiducia nella natura umana: non per caso Goldoni appartiene al '700 illuminista, animato da ideali di tolleranza e pacifica convivenza tra gli uomini.
Così Goldoni cambia le ambientazioni, cambia i personaggi rappresentati. Non si tratta più del ricco col servo povero, ma si parla di una simpatica e furba locandiera, come Mirandolina, o di un attento "caffettiere", come Ridolfo; è con tali personaggi che Goldoni dice "stop" allo stereotipo.